# Castaway
A Castaway a Cadáveres De Tortugas második remix-EP-je, mely az Incarnation című albumuk néhány dalának különböző electro-indusztriális/techno/drum and bass stílusú átdolgozásait tartalmazza, hasonlóan a 2001-ben kiadott Diablo De Luxe EP-hez.

## Számlista
1. Syco I (deepspace666mix)
2. Castaway (tortuga's extravaganza mix)
3. Dial666 (troopsofdoom mix)
4. Syco I (syco barrio mix)
5. Timetrap (cyberpunkbitch mix)
6. Timetrap (hjularium mix)

## További információ
- Hivatalos Weboldal